# Staraja Toropa
Staraja Toropa (in russo Старая Торопа?) è un insediamento di tipo urbano della Russia europea, situato nell'oblast' di Tver', nel Zapadnodvinskij rajon.
Si trova sul Rialto del Valdaj sul fiume Toropa, 297 km a ovest di Tver' e a 24 km dal centro distrettuale di Zapadnaja Dvina.